# Federazione cestistica della Bolivia
La Federazione cestistica della Bolivia è l'ente che controlla e organizza la pallacanestro in Bolivia.
La federazione controlla inoltre la nazionale di pallacanestro della Bolivia e ha sede a Cochabamba.
È affiliata alla FIBA dal 1947 e organizza il campionato di pallacanestro della Bolivia.